# Crossarchus
Crossarchus  (лат.) — род хищных млекопитающих из семейства мангустовых.
Длина тела 30,5-45 см, длина хвоста 15-25,5 см, масса 450—1450 г. Тело покрыто относительно длинными, грубыми волосами, представляющими собой смесь коричневого, серого и жёлтого. Голова обычно светлее, чем остальная часть тела, а ноги и ступни, как правило, тёмные. Ноги короткие, хвост сужен, уши маленькие, морда заострённая.
Живут в лесах и болотистых местах. Различные факты свидетельствуют об активности и днём и ночью. Они путешествуют группами, редко оставаясь в любом месте дольше чем на два дня, занимая временное убежище в любом удобном месте. При поиске пищи они перекапывают мёртвую растительность и почву. Пищей им являются насекомые, личинки, небольшие пресмыкающиеся, крабы, мягкие фрукты и ягоды. Они разбивают раковины моллюсков и яйца, бросая их передними лапами назад, между задними ногами на какой-нибудь твёрдый предмет. Образуют группы из 10-24 особей. Вероятно, он представляют собой 1-3 семейных блока, состоящих из пары и 2-3 выводков. Приручаются легко, становясь хорошими домашними животными. Они ласковые, игривые, чистые и легко приучаются ходить в туалет в установленном месте, но иногда метят объекты своими анальными запаховыми железами.
Сезонности размножения не наблюдалось. Наблюдения в неволе показывают, что может быть несколько выводков в год. Беременность длится в среднем 58 дней и приплод составляет от двух до четырёх, как правило, четыре детёныша, которые открывают глаза на 12-й день, принимают твёрдую пищу через 3 недели и достигают половой зрелости в возрасте около 9 месяцев. В неволе живут до 9 лет.

## Виды
- длинноносый кузиманзе[2] (Crossarchus obscurus) распространён от Гвинеи до Ганы.
- Crossarchus platycephalus — от Бенина до Республики Конго.
- ангольский кузиманзе[источник не указан 2694 дня] (Crossarchus ansorgei) — Демократическая Республика Конго и север Анголы.
- заирский кузиманзе[источник не указан 2694 дня] (Crossarchus alexandri) — Демократическая Республика Конго и Уганда.